# Demirköy
Demirköy (türkisch für Eisendorf), (bulgarisch Малък Самоков/Malak Samokow) ist eine türkische Kleinstadt in Ostthrakien und Hauptort des gleichnamigen Landkreises in der Provinz Kırklareli. Der Ort liegt in den Ausläufern des Yıldızgebirges und war früher ein bulgarisch-griechisches Dorf. Demirköy liegt etwa 45 km Luftlinie östlich der Provinzstadt Kırklareli an der Fernstraße D565 (72 Straßenkilometer). Die im Stadtlogo manifestierte Jahreszahl (1923) dürfte ein Hinweis auf das Jahr der Erhebung zur Stadtgemeinde (Belediye) sein. Seit 1928 besteht der Name Demirköy, und nach 1923 wurden Pomaken aus Tisovo (heute Mavrochori, bei Drama) Griechenland angesiedelt.
Der Landkreis  grenzt im Süden an den Kreis Vize, im Südwesten an den Kreis Pınarhisar sowie im Westen an den zentralen Landkreis (Merkez) Kırklareli. Im Norden besteht die Landesgrenze mit Bulgarien. Nordöstlich liegt der Ort Sislioba.
Der Kreis bestand schon bei Gründung der Türkischen Republik 1923. Zur ersten Volkszählung (1927) konnte er auf eine Einwohnerschaft von 3407 verweisen, 22 Dörfern auf 1130 km² Fläche – davon 476 im Verwaltungssitz Demir-keuy (damalige, an das französisch angelehnte Schreibweise). 
Der Kreis ist dünn besiedelt (10 Einw. je km²) und besteht neben der Kreisstadt (2020: 38,5 % der Kreisbevölkerung) aus einer weiteren Gemeinde (Belediye): İğneada mit 2437 Einwohnern sowie 15 Dörfern (Köy) mit durchschnittlich 199 Bewohnern. Die Palette der Einwohnerzahlen reicht von 524 (Sivriler) bis 41 (İncesırt).
Die Region ist sehr waldig und gut für Trekking geeignet. Die Dupnisa-Tropfsteinhöhle ist mit 2720 m einer der längsten in der Türkei.

## Sehenswürdigkeiten
- Dupnisa-Höhle[4]
- Sivriler-Burg
- Sislioba-Burg
- Dolmen in Thrakien
- Dökümhane, Ausgrabungen
- Malapetra
- İğneada im Naturschutzgebiet (İğneada Longoz Ormanları Milli Parkı)[5][6][7]